# Menstruationscyklus
Menstruationscyklussen er den regelmæssige, naturlige forandring, der finder sted i de kvindelige kønsorganer såsom livmoderen og æggestokkene, og som muliggør graviditet. Cyklussen er nødvendig for produktionen af oocytter (ægceller), og for forberedelsen af livmoderen til graviditet. Op mod 80% af alle kvinder mærker symptomer i en til to uger før menstruation. Blandt udbredte symptomer er akne, følsomme bryster, oppustethed, træthed, irritabilitet og humørsvingninger. Hos 20-30% af kvinder forstyrrer disse symptomer dagligdagen i en grad der kvalificerer som præmenstruelt syndrom, og hos 3 til 8% i særligt alvorlig grad.
Den første cyklus begynder normalt når pigen er mellem tolv og femten år gammel - et punkt i livet der betegnes "menarche". Somme tider kan den begynde helt ned til otteårsalderen. Gennemsnitsalderen for den første menstruation er generelt senere i ulande og tidligere i ilande. Den typiske periode mellem en menstruations første dag og den næste menstruations første dag er 21 til 45 dage hos unge kvinder og 21 til 31 dage hos voksne (et gennemsnit på 28 dage). Menstruation stopper permanent efter menopause, som normalt sker når man er mellem 45 og 55 år gammel. Selve blødningen varer normalt 2 til 7 dage.
Menstruationscyklussen styres af hormonelle forandringer. Disse forandringer kan ændres ved brug af hormonelle præventionsmidler til at forhindre graviditet. Hvert cyklus kan opdeles i tre faser baseret på begivenheder i æggestokkene (ovariecyklus) eller i livmoderen (uterincyklus). Ovariecyklussen består af den follikulære fase, ægløsningen og lutealfasen, hvorimod uterincyklussen opdeles i menstruationen, den proliferative fase og den sekretoriske fase.
Ved hjælp af stimulation fra gradvist stigende mængder østrogen i den follikulære fase, stopper udledning af blod (menses), og livmoderens indre slimhinde, endometrium, tyknes. Follikler i æggestokken begynder at udvikle sig under påvirkning af at komplekst samspil af hormoner, og efter flere dage vil en eller somme tider to blive dominerende (ikke-dominerende follikler skrumper ind og dør). Omtrent midt-cyklus, 24–36 timer efter en følge af luteiniserende hormon (LH), udsender den dominerende follikel en ægcelle, i en begivenhed kaldet "ovulering", eller ægløsning. Efter ægløsning lever ægcellen kun i højst 24 timer uden befrugtning, mens resterne af den dominerende follikel i æggestokken bliver et gult legeme; dette legemes primære funktion er at producere store mængder progesteron. Under indflydelse af progesteron ændrer livmoderens slimhinde sig og forberedes til eventuel implantering (kaldet "nidation") af et embryon og en derpå følgende graviditet. Hvis der ikke sker nidation indenfor omkring to uger vil det gule legeme krølle sig indad, hvilket medfører et voldsomt fald i mængden af progesteron og østrogen. Hormonfaldet får livmoderen til at kaste sin hinde fra sig i en proces, der kaldes menstruation.
Menstruation finder også sted hos nogle andre dyr såsom spidsmus, flagermus, såvel som hos andre primater såsom menneskeaber.

## Indtræden og hyppighed
Gennemsnitsalderen for menarche er 12–15 år. Den kan dog i visse tilfælde begynde helt ned til otteårsalderen. Denne første menstruation sker ofte senere i ulande end i ilande. Faktorer såsom genetik, kost og overordnet sundhed kan påvirke timingen.
Menstruationscyklussens ophør markerer enden på en kvindes kønsmodne alder, og betegnes menopause. Gennemsnittet for menopause hos kvinder er 52 år, med en norm der kan ligge mellem 45 og 55. Menopause før man er blevet 45 år betragtes som for tidligt i industrialiserede lande. Ligesom alderen ved menarche er alderen ved menopause i høj grad et resultat af kulturelle og biologiske faktorer; sygdomme, visse kirurgiske indgreb eller medicinsk behandling kan dog forårsage at menopause sker tidligere end den ellers ville have gjort.
Længden på en kvindes menstruationscyklus varierer typisk, hvor nogle har korte og andre har lange cyklusser. En kvinde siges at have et fast menstruationscyklus hvis variationerne mellem hendes længste og korteste cyklusser er på mindre end otte dage. Det er usædvanligt for en kvinde at opleve en cykluslængde på mindre end fire dage. Længdevariation på mellem otte og 20 dage betragtes som moderat uregelmæssige cyklusser. Variation på 21 dage eller mere mellem en kvindes korteste og længste cykluslængder betragtes som meget uregeæmæssigt.
Den gennemsnitlige menstruationscyklus varer 28 dage. Variationen i menstruel cykluslængde er højest for kvinder under 25 år og lavest (dvs. mest regelmæssig) for kvinder i alderen 35 til 39 år. Efterfølgende stiger variationen lidt for kvinder mellem 40 og 44 år.
Menstruationscyklussens lutealfase er nogenlunde lige lang for de fleste kvinder (gennemsnit 14,13 dage, SD 1,41 dage) hvorimod den follikulære fase har en tendens til at udvise væsentligt større variation (log-normalfordelt med 95% af alle individder havende follikulær fase på mellem 10,3 og 16,3 dage). Den follikulære fase lader også til at blive betydeligt kortere med alderen (geometrisk gennemsnit 14,2 dage hos kvinder i alderen 18–24 år overfor 10,4 dage hos kvinder i alderen 40–44 år).

## Helbredseffekter
Nogle kvinder med bestemte neurologiske tilstande oplever øget aktivitet i deres tilstand omkring samtidig med hvert menstruationscyklus. For eksempel er det kendt at fald i mængden af østrogen kan udløse migræner, særligt når den migræneramte kvinde samtidig tager p-piller. Mange kvinder med epilepsi har flere anfald i et mønster, der kan forbindes til menstruationscyklussen; dette kaldes "katamenial epilepsi". Der lader til at eksistere forskellige mønstre (såsom anfald der sker samtidig med menstruation, eller med ægløsning), omend deres hyppighed ikke er blevet endeligt fastslået. Ved brug af en bestemt definition fandt en gruppe videnskabsfolk at omkring en tredjedel af kvinder med en bestemt form for  partiel epilepsi har katamenial epilepsi. Det er blevet foreslået at det kan være en hormoneffekt, hvor fald af progesteron, kombineret med stigning af østrogen, kan forårsage anfald. Senest har studier vist at høje doser østrogen kan forårsage eller forværre anfald, hvorimod høje doser progesteron kan fungere som antiepileptisk medicin. Nogle studier har fundet at kvinder, der oplever menses, har 1,68 større risiko for at begå selvmord.
Man har eksperimenteret med mus for at undersøge hvilke mulige mekanismer kønshormoner anvender til at regulere nervesystem-funktionen. Under den del af musenes østrogencyklus hvor mængden af progesteron var på sit højeste, var mængden af nervecelle GABA-receptor-undertype delta højt. Da disse GABA-receptorer er hæmmende, er det mere sandsynligt at nerveceller med få delta-receptorer aktiveres, end nerveceller med mange. Under den del af musens østrogencyklus hvor østrogenniveauet er højere end progesteronniveauet sænkes antallet af delta-receptorer, hvilket øger nervecelleaktivitet, og som følge heraf øger nervøsitet og risiko for anfald.
Østrogenniveauer kan påvirke skjoldbruskkirtlens opførsel. For eksempel er blodtilstrømningen i skjoldbruskkirtlen langsommere i lutealfasen (når østrogenniveauet er lavt) end det er i den follikulære fase (når østrogenniveauet er højere).
Blandt kvinder, der bor tæt sammen, har man længe troet at der var tendens til at menstruationscyklusserne synkroniserede. Denne effekt blev for første gang beskrevet i 1971, og muligvis forklaret ved feromoner i 1998. Efterfølgende forskning har dog stillet spørgsmålstegn ved denne hypotese.
Forskning indikerer at kvinder har en væsentligt større risiko for at pådrage sig skader på det forreste korsbånd i før-ægløsningsfasen end efter-ægløsningsfasen.

### Frugtbarhed
Den mest frugtbare ("fertile") periode (forstået som tidspunktet med størst sandsynlighed for graviditet som resultat af samleje) er fra 5 dage før til 1-2 dage efter ægløsning. I en 28-dags cyklus med en 14-dags lutealfase, svarer dette til den anden og begyndelsen af den tredje uge. Der er blevet udviklet en række metoder til at hjælpe individuelle kvinder vurdere deres relative frugtbarhed, og ikke mindst de ufrugtbare dage i en cyklus - de såkaldte "sikre perioder".
Metoder, der alene baserer sig på optegnelser af cykluslængde kaldes "kalenderbaserede metoder". Metoder, der kræver observering af et eller flere af de tre primære frugtbarhedstegn (basal kropstemperatur, ægløsningsslim ("cervikalsekret") og livmoderhalsens placering) kendes som symptombaserede metoder. Der findes også urintests, som kan påvise den bølge af LH, der kommer 24 til 36 timer før ægløsning; disse kendes som ægløsningstests, og fås i håndkøb i de fleste dagligvarebutikker. Der findes også elektroniske enheder, der kan måle basal kropstemperatur, urintestresultater eller ændringer i spyt.
En kvindes frugtbarhed påvirkes også af hendes alder. Da en kvindes samlede mængde æg dannes mens hun stadig er et foster, og først skal ægløses årtier senere, er der blevet spekuleret i at denne lange kan gøre æggenes kromatin mere sårbar overfor delingsproblemer, brud og mutation end kromatinen hos sædceller, der produceres kontinuerligt igennem en mands reproduktive liv.
En længere menstruationscyklus associeres generelt med både højere graviditetsrater og højere rater af vellykket fødsel, som målt på kvinder der er blevet in vitro-befrugtet. Raten af succesfulde fødsler efter IVF er blevet vurderet at være næsten dobbelt så stor for kvinder med en menstruationscyklus på mere end 34 dage sammenlignet med kvinder en menstruationscyklus på mindre end 26 dage. En længere menstruationscyklus associeres også med bedre ægrespons til gonadotropinstimulering og embryonkvalitet.

### Humør og opførsel
De forskellige faser i menstruationscyklussen korrelerer med kvinders humør. I nogle tilfælde kan hormoner, der udløses under menstruationscyklussen, forårsage forandringer i en kvindes opførsel; med milde til alvorlige humørforandringer til følge. Fasen af cyklus og ægløsende hormoner kan bidrage til øget empati hos nogle kvinder. Det naturlige skift i hormonniveauer under de forskellige faser af en menstruationscyklus er blevet studeret i forbindelse med tests. Når de fuldførte empatibaserede øvelser, klarede kvinder i den follikulære fase af deres menstruationscyklus sig konsekvent bedre end kvinder i deres midtluteale fase. Der blev i sidste ende fuldet en betragtelig korrelation mellem mængden af progesteron og evnen til at kunne genkendte følelser med præcision. Præstation ved opgaver, der omfattede emotionel genkendelse, var bedre når kvinder havde lavere progesteronniveauer. Kvinder i den follikulære fase var således væsentligt bedre til at gekende følelser end deres midtluteale modparter. Det blev også fundet at kvinder reagerede mere på negative stimuli i den midtluteale fase end kvinder i den follikulære fase, hvilket kunne indikere mere reaktivitet på social stress under den fase af menstruationscyklussen.
Der er også blevet undersøgt frygtrespons hos kvinder i de to forskellige faser af menstruationscyklussen. Når mængden af østrogen er på sit højeste i den follikulære fase er kvinder væsentligt bedre til at identificere udtryk for frygt end kvinder, som menstruerer (hvilket er når mængden af østrogen er lavest). De to grupper kvinder var lige gode til at identificere glade ansigter, hvilket blev set som et tegn på at frygtrespons er en stærkere følelse. I undersøgelsen blev således konkluderet at cyklusfase og østrogenniveau korrelerer med kvinders evne til at bearbejde frygt.
Undersøgelsen af kvinders daglige humør ved at måle ægløsningshormoner kan dog indikere en mindre stærk forbindelse. Til sammenligning med niveauet af stress eller fysisk helbred, havde ægløsningshormonerne en mindre påvirkning på det overordnede humør. Dette indikerer at mens ægløsningshormoner kan påvirke humør, så er påvirkning på dagligdagsbasis ikke nær så udtalt som det er tilfældet med andre stressorer.

#### Kostvaner
Der er blevet fundet beviser for at kvinder har væsentligt forandrede kostvaner i de forskellige faser af deres menstruationscyklus, med væsentligt større madindtag i lutealfasen sammenlignet med den follikulære fase. Fødeindtagelse stiger med omkring 10% under lutealfasen sammenlignet med den follikulære fase.
Diverse studier har vist at under lutealfasen indtager kvinder både flere kulhydrater, proteiner og fedt og at 24-timers energiforbrug stiger med 2,5-11,5%. Det øgede fødevareindtag under lutealfasen kan være relateret til øget præference for søde og fedende madvarer, som opstår naturligt og forstærkes under menstruationscyklussens luteale fase. Dette skyldes højere metabolske krav under denne fase. Kvinder tenderer i særdeleshed til en trang til chokolade, med højere trang i lutealfasen.
Kvinder med præmenstruelt syndrom (PMS) melder om forandringer i appetit henover hele menstruationscyklussen i en grad, der er højere end hos kvinder uden PMS. Dette kan muligvis skyldes oversensitivitet til forandringerne i hormonniveauer. Kvinder med PMS har, som andre kvinder, større fødevareindtag i lutealfasen end den follikulære. De resterende PMS-symptomer, såsom humørforandringer og fysiske symptomer, finder ligeledes sted under den luteale fase. Der er ikke blevet fundet nogen forskel i fødevarepræferencer mellem kvinder med og uden PMS.
De forskellige niveauer af ægløsningshormoner i cyklussens forskellige faser er blevet brugt til at forklare forandringer i spiseadfærd. Det er blevet påvist at progesteron fremmer lagring af fedt, hvilket medfører et større indtag af fedtholdig mad under lutealfasen, hvor der er højere progesteronniveau. Herudover medfører et højt østrogenniveau at dopamin hæmmes i sin konvertering til noradrenalin, et hormon der fremmer appetit, hvorfor højt østrogenniveau medfører sænket appetit. Hos mennesker har mængden af ægløsningshormonerne under menstruationscyklussen kunnet påvises at påvirke sandsynligheden for overspisning.
Det er blevet teoretiseret at brugen af p-piller burde påvirke kostindtagelsen, da de minimerer eller fjerner udsvingene i hormonniveauer. Neurotransmitteren serotonin menes også at spille en rolle ved kostindtag. Serotonin er, blandt andet, ansvarlig for at begrænse spisning og kontrollere portionsstørrelse, og moduleres delvist af ægløsningshormoner.
En række faktorer påvirker hvorvidt særlige kostvaner, såsom slankekure, vil påvirke disse menstruelle processer: alder, vægttab og selve diæten. For det første er der større sandsynlighed for at yngre kvinder kan opleve uregelmæssig menstruation på grund af deres diæt. For det andet medfører større vægttab generelt større sandsynlighed for menstruelle anormiteter. For eksempel kan anovulationscyklusser finde sted som resultat af en begrænsende kostplan, såvel som på grund af store mængder fysisk træning. Endeligt påvirkes cyklussen mere af vegetarisk diæt end af ikke-vegetariske diæter.

#### Stofmisbrug
Der er blevet fundet blandede resultater af undersøgelser af menstruationscyklussens effekt på alkoholindtag. Der er dog nogle beviser, der peger i retning af at individder indtager mere alkohol under lutealfasen, særligt hvis den givne person i forvejen er storforbruger af alkohol, eller har alkoholisme i den nærmeste familie.
Mængden af stofmisbrug stiger generelt ved PMS, ofte med afhængighedsskabende stoffer såsom nikotin, tobak og kokain. En teori bag dette spekulerer i at dette højere niveau af stofmisbrug kan skyldes begrænset selvkontrol som resultat af de højere metabolske krav i lutealfasen.

### Menstruelle forstyrrelser
Sjælden eller uregelmæssig ægløsning kaldes oligoovulering. Fraværet af ægløsning kaldes anovulation. Den normale blødningsmængde kan ske uden nogen forudgående ægløsning: et anovulatorisk cyklus. I nogle cyklusser kan follikulær udvikling begynde, men ikke blive fuldført; alligevel vil østrogen blive dannet til at stimulere slimhinden i livmoderen. Anovulatorisk blødning fra et meget tykt endometrium forårsaget at forlængede, fortsat høje mængder østrogen, kaldes østrogen gennembrudsblødning. Anovulatorisk blødning kan udløses fra et pludseligt fald i østrogen. Anovulatoriske cyklusser opstår typisk før menopause (perimenopause) og hos kvinder med polycystisk ovariesyndrom.
Meget lidt blødning (mindre end 10 ml) kaldes hypomenorré. Regelmæssige cyklusser med intervaller på 21 dage eller mindre er polymenorré; hyppig, men uregelmæssig, menstruation kendes som metrorrhagi. Pludselig voldsom blødning eller mere end 80 ml betegnes menorrhagi. Voldsom menstruation, der opstår hyppigt og uregelmæssigt er menometrorrhagi. Begrebet for cyklusser med intervaller på mere end 35 dage er oligomenorré. Amenorré henviser til mere end tre til seks måneder uden menses (uden graviditet) i løbet af en kvindes reproduktive år.

## Cyklusser og faser
Menstruationscyklussen kan beskrives efter ovariecyklus eller uterincyklus. Ovariecyklussen beskriver forandringer i æggestokkenes follikler, mens uterincyklussen beskriver forandringer i livmoderens endometrium. Begge cyklusser kan opdeles i tre faser. Ovariecyklussen består af den follikulære fase, ægløsning og lutealfasen, mens uterincyklussen består af menstruation, den proliferative fase og den sekretoriske fase.

### Ovariecyklus

#### Follikulær fase
Den follikulære fase er den første del af ovariecyklussen. Under denne fase modnes æggestokkenes follikler, og forbereder sig på at udsende et æg. Den sene del af denne fase overlapper med uterincyklussens proliferative fase.
I cyklussens første dage stimuleres nogle få follikler gennem påvirkning fra en stigning i follikelstimulerende hormon (FSH). Disse follikler, som var til stede ved fødslen og har på dette tidspunkt været under udvikling i størstedelen af et år i en proces kendt som follikulogenese, hvor de har konkurreret med hinanden for dominans. Under påvirkning af flere hormoner holder alle disse follikler op med vokse, med undtagelse af den mest dominante, der vil vokse sig stor i æggestokken. Den follikel, der får lov at blive, kaldes en tertiær, eller Graafsk, follikel, og indeholder ægget.

#### Ægløsning
Ægløsning er den anden fase af ovariecyklussen, hvori et færdigudviklet æg udsendes fra folliklerne til æggelederen. Under den follikulære fase hæmmer østradiol produktionen af luteiniserende hormon (LH) fra adenohypofysen. Når ægget er tæt på at være færdigudviklet når mængden af østradiol et niveau over hvilket denne effekt vendes på hovedet og østrogen stimulerer produktionen af en stor mængde af LH. Denne proces, der involverer en bølge af LH, starter omkring dag 12 i det gennemsnitlige cyklus, og kan vare i 48 timer.
Det er uvist præcis hvordan den mekanisme, der regulerer disse diamentralt modsatte LH-niveau-svar på østradiol fungerer. Hos dyr er en bølge af gonadotropinfrigørende hormon (GnRH) blevet påvist at ske forud for LH-bølgen, hvilket peger hen mod at østrogens centrale effekt er på hypothalamus, som kontrollerer GnRH-sekretion. Dette aktiveres muligvis af tilstedeværelsen af to forskellige østrogenreceptorer i hypothalamus: østrogenreceptor alfa, som er ansvarlig for den negative feedback i østradiol-LH-loopet, og østrogenreceptor beta, som er ansvarlig for de positive østradiol-LH-forhold. Hos mennesker er det dog blevet påvist at store mængder af østradiol kan fremprovokere pludselige stigninger i LH, selv mens GnRH-niveau og pulsfrekvenser er konstante, hvilket peger imod at østrogen påvirker hypofysen direkte for at fremprovokere LH-bølgen.
Udsendelsen af LH modner ægget og svækker follikelvæggen i æggestokken, hvilket får den fuldt udviklede follikel til at udsende sin sekundære oocyt. Den sekundære oocyt vokser øjeblikkeligt til en ootid og derefter til et fuldt udviklet æg. Det udviklede æg har en diameter på omkring 0,2 mm.
Det lader til at være mere eller mindre tilfældigt hvilken af de to æggestokke der løsner et æg. En gang imellem vil begge æggestokke sågar løsne et æg; hvis begge æg befrugtes bliver resultatet tveæggede tvillinger.
Efter at være blevet løsnet fra æggestokken sendes ægget ind i æggelederen af fimbria, som er en bræmme af væv i enden af hver æggeleder. Efter omkring en dag vil et ubefrugtet æg disintegrere eller gå i opløsning i æggelederen.
Eventuel befrugtning af en sædcelle finder normalt sted i ampulla tubae uterinae, den bredeste del af æggelederen. Et befrugtet æg påbegynder øjeblikkeligt fosterudvikling. Det udviklende embryon når normalt livmoderen i løbet af tre dage, og implanteres i endometrium efter yderligere tre dage. Ved implantering har den normalt nået blastocyst-stadiet.
Hos nogle kvinder medfører ægløsning en karakteristisk smerte kaldet mittelschmerz (tysk for mellemsmerte). Den pludselige ændring i hormonerne ved ægløsning medfører somme tider også let midt-cyklus blodgennemstrømning.

#### Lutealfasen
Lutealfasen er ovariecyklussens endelige fase, og svarer til uterincyklussens sekretoriske fase. Under lutealfasen får hypofysehormonerne FSH og LH de resterende dele af den dominante follikel til at transformere sig til et gult legeme, som producerer progesteron. Den øgede mængde progesteron i binyrerne begynder derefter at inducere produktionen af østrogen. Hormonerne produceret af det gule legeme hæmmer også produktionen af FSH og LH, som det gule legeme behøver for at kunne vedligeholde sig selv. Som følge af dette begynder mængden af FSH og LH hurtigt at falde, og det gule legeme skrumper ind. Den faldende mængde progesteron udløser menstruationen og påbegyndelsen af det næste cyklus. Fra ægløsningen og frem til at nedsættelsen af progesteronproduktion forårsager menstruationen, går typisk omkring to uger. Den follikulære fase varierer ofte i længde fra cyklus til cyklus for hver enkelt kvinde; til sammenligning vil længden på hendes lutealfase være rimelig konstant fra cyklus til cyklus.
Tabet af det gule legeme forhindres ved befrugtningen af et æg. Syncytiotrofoblasten, som er det ydre lag af den resulterende struktur, der indeholder embryonen (blastocyst)en og senere bliver det ydre lag af moderkagen, producerer humant choriongonadotropin (hCG), som ligner LH meget, og som bevarer det gule legeme. Det gule legeme kan derefter fortsætte med at sekrere progesteron for at vedligeholde den nye graviditet. De fleste graviditetstests undersøger tilstedeværelsen af hCG.

### Uterincyklus

#### Menstruation
Menstruation (også kaldet menstruel blødning, menses eller catamenia) er den første fase af uterincyklussen. Strømmen af menses er normalt et tegn på at en kvinde ikke er blevet gravid (omend der kan være andre grunde til vaginal blødning)
Eumenorré beskriver normal, regelmæssig menstruation, der varer i nogle få dage (normalt 3 til 5 dage, men alt fra 2 til 7 dage er normalt). Det gennemsnitlige blodtab under menstruation er 35 milliliter men alt mellem 10–80 ml er normalt. Kvinder, som oplever menorrhagi har større risiko for jernmangel end den gennemsnitlige person. Et enzym kaldet plasmin hæmmer koagulation i menses.
Der mærkes ofte smertefuld krampe i underliv, ryg og den øvre del af lårene i menstruationens første dage. Alvorlig smerte i livmoderen under menstruation kaldes dysmenorré, og ses oftest blandt teenagere og yngre kvinder. Når menstruationen begynder falder symptomerne på præmenstruelt syndrom (PMS), såsom brystømhed og irritabilitet generelt.

#### Proliferativ fase
Den proliferative fase er den anden fase af uterincyklussen, og sker når østrogen får livmodervæggen til at vokse (eller proliferere). Mens de modnes sekrerer æggestokkenes follikler stigende mængder østradiol og østrogen. Østrogenerne påbegynder dannelsen af et nyt lag endometrium i lovmoderen, der histologsisk identificeres som det proliferative endometrium. Østrogen stimulerer også krypter i livmoderhalsen til at producere frugtbar cervikal slim, som kan bemærkes af kvinder, der holder øje med deres eget cyklus.

#### Sekretorisk fase
Den sekretoriske fase er uterincyklussens endelige fase, og svarer til ovariecyklussens lutealfase. I den sekretoriske fase producerer det gule legeme progesteron, som spiller en afgørende rolle i at gøre endometrium klar til implanteringen af blastocysten, og til at understøtte den tidlige graviditet ved at øge blodtilstrømning og livmodersekreter, samt reducere den glatte muskulaturs kontraktilitet i lovmoderen; det har også den bivirkning at det øger kvindens basale kropstemperatur.

## Samfund og kultur

### Etymologi
Ordet "menstruation" er etymologisk relateret til det germanske ord "måne". Begreberne "menstruation" og "menses" stammer fra det latinske mensis (måned), som er forbundet til det græske mene (måne).

### Månen
Selvom den gennemsnitlige længde på et menneskeligt menstruationscyklus svarer omtrent til månens cyklus, er der ingen egentlig forbindelse mellem de to. Forholdet menes at være et tilfælde. At blive udsat for lys har ikke nogen påvirkning på menstruationscyklussen hos mennesker. En metaanalyse af studier fra 1996 viser ingen korrelation.
Dogon-landsbyboere havde ikke elektronisk lys, og spenderede de fleste nætter udendørs; så de var den ideelle befolkning at undersøge for påvirkning fra månen; men intet blev fundet. Andre forskere har dog indvendt at dogonfolket — i modsætning til deres afrikanske jæger-samler-forfældre — er polygame, og de derfor ikke kan forventes at reproduktivt synkrone på teoretiske grunde.

### Arbejde
I en række lande, hovedsageligt i Asien, har lovgivning eller virksomheders reglementer indført officiel menstruationsorlov til at give kvinder enten betalt eller ubetalt orlov fra deres arbejde mens de menstruerer. Blandt disse lande er Japan, Taiwan, Indonesien og Sydkorea. Denne praksis er kontroversiel da den ses som en kritik af kvinders effektivitet, såvel som mulig sexisme.